# 聖ゲオルギウスと竜 (ティントレット)

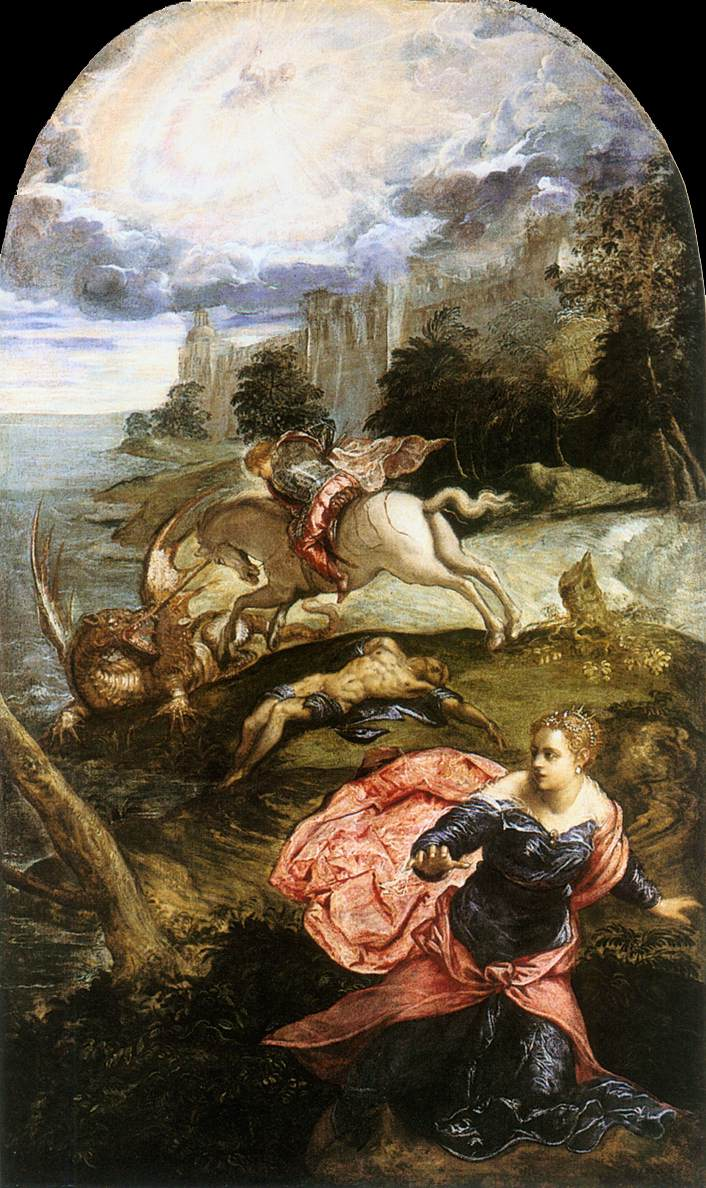
スパンドレル付きの額縁に入れられた場合の絵画。

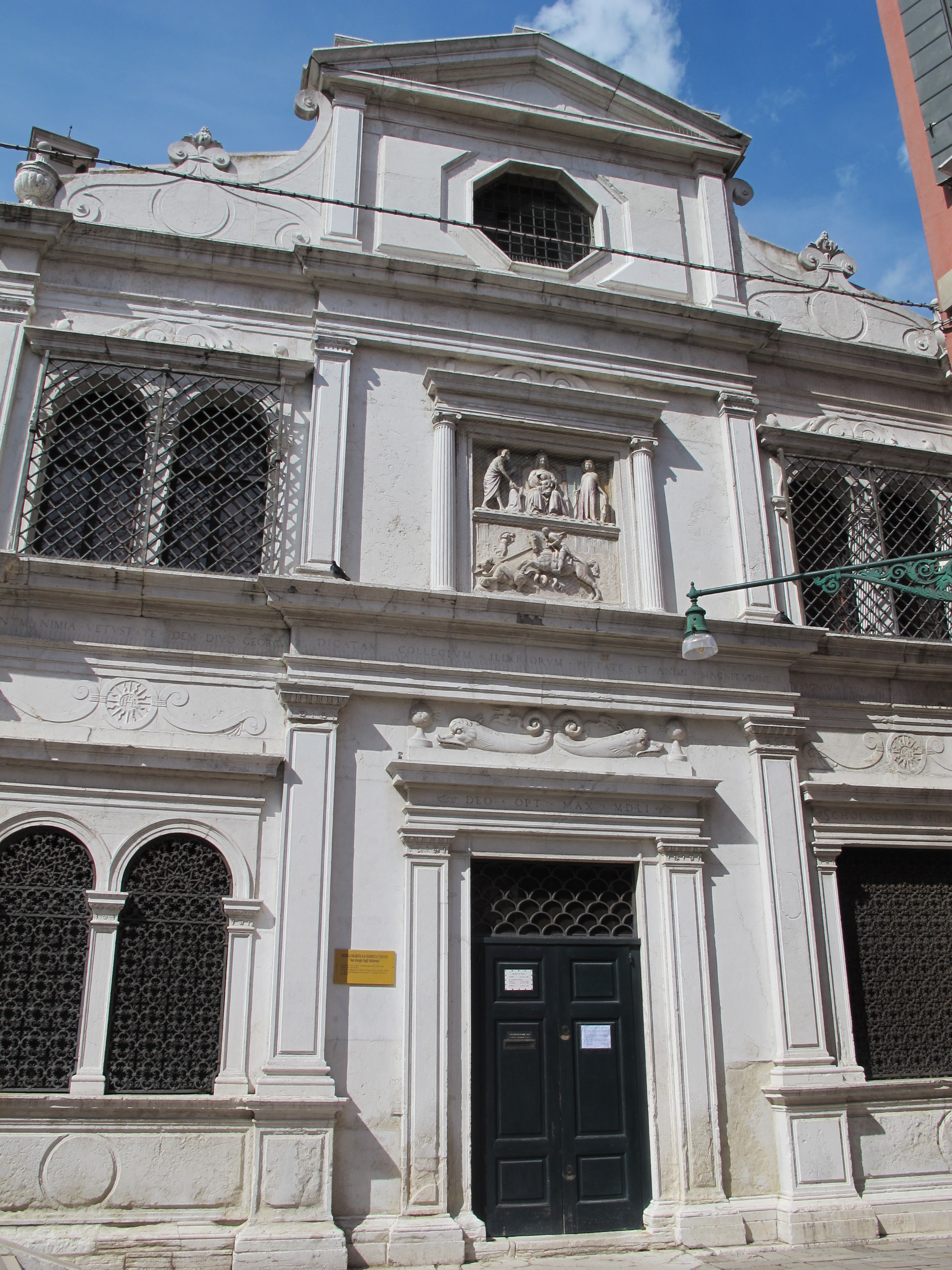
サン・ジョルジョ・デッリ・スキアヴォーニ同信会館のファサードを飾る聖ゲオルギウスのレリーフ彫刻。

『聖ゲオルギウスと竜』（せいゲオルギウスとりゅう、伊: San Giorgio e il drago, 英: Saint George and the Dragon）は、ルネサンス期のイタリアのヴェネツィア派のティントレットが1555年ごろに制作した絵画である。油彩。主題はキリスト教の聖人の聖ゲオルギウスの最も有名なエピソードである竜殺しの伝説を扱っている。
ティントレットの代表作の1つで、帰属については疑問視されていない。画家の特徴がよく表れた斬新な構図の作品で、おそらく祭壇画として制作されたと考えられる。現在はロンドンのナショナル・ギャラリーに所蔵されているほか、パリのルーヴル美術館に準備素描の一部が、サンクトペテルブルクのエルミタージュ美術館に異なるバージョンが所蔵されている。

## 作品
聖ゲオルギオスは騎乗してドラゴンに突進し、首を曲げて聖人をにらんでいるドラゴンに槍の一撃を加えている。王女は聖ゲオルギウスの方を振り返りながら走って逃げている。彼女の赤い衣服は背後で大きくひるがえり、聖ゲオルギウスと王女の間にはドラゴンの犠牲者が大地の上に横たわっている。聖人と竜は広大な湖の岸辺で戦い、遠景にはシレーヌの都市の城壁が描かれている。さらに天空では雷雲を貫くように、天国からまばゆいばかりの光が降り注いでいる。その光の中心には聖ゲオルギウスの祈りに応えた父なる神が姿を現わし、聖ゲオルギウスのドラゴン退治を助けるために地上に介入している。

### 構図
ティントレットは聖ゲオルギウスの主題を縦長のキャンバスに描いている。これはこの絵画がもともと祭壇画として意図されたことを示唆している。ルネサンス絵画において聖ゲオルギウスとドラゴンは横長の画面に 横に並べて描かれるのが通例であった。したがってティントレットは横長の形式で表現されることが多かった物語を祭壇画に適した縦長の構図に作り変える必要があった。
この要求に応えたティントレットの構図は大胆かつ劇的である。水平線を縦長の画面の2分の3の位置に設定し、左斜めの線上に配置した複数の人物像を遠方に向かって後退させ、さらにその延長線上には天空に姿を現した父なる神を配置している。このように祭壇画としての縦長のフォーマットが、人物像を上下に配置する斬新な発想をもたらしたと考えられている。しかも珍しいことに、ティントレットはドラゴンと戦う聖ゲオルギウスではなく、王女を最前景に配置して、最も目立つ人物として描いた。人物像の連続性は色彩を繰り返すことでも強調されている。すなわち王女の服の青とピンクは、背後の男の遺体、聖ゲオルギウスの衣服で繰り返され、さらに天空の雲にも用いられている。画家は急いで離れようとする王女を強調するために、背後に彼女の衣服を大きくひるがえらせ、さらに王女の手を短縮法を用いて描いている。これらの描写によって王女の動きにスピード感が生まれ、鑑賞者の空間に向かって走って出てくるかのように見える効果を生み出している。また湖岸が鑑賞者の視線を絵画空間に誘導し、前景の傾いた木の幹と王女によって形成されたV字型は、構図を安定させる働きをしている。
近年の科学的調査によって、ティントレットのもともとの構図が絵具層の下から発見されている。それによると後景の城壁には聖人の戦いを見守る人影が複数描かれ、クーポラを備えた建物があった。王女も決して小さくない変更が加えられている。中景の犠牲者の死体はもともと前景の木の位置に横たわっていた。この死体の痕跡は画面を注意深く観察することでも確認できる。

### 図像
ティントレットのドラゴンと戦う聖ゲオルギウスの図像は、ヴェネツィアで散見できる聖ゲオルギウスのレリーフ彫刻に影響を受けている。特に重要なのは1551年にピエトロ・ダ・サロ（Pietro da Salò）が制作した、スラブ系のサン・ジョルジョ・デッリ・スキアヴォーニ同信会館のファサードを飾るレリーフ彫刻である。そこでは聖ゲオルギウスの槍が振り返ったドラゴンの顎と首を刺し貫き、騎乗する馬の跳ね上がった両前脚がドラゴンの胴体を踏みつけている。ティントレットはこの図像から聖ゲオルギウスのイメージを採ったと考えられている。

## 来歴

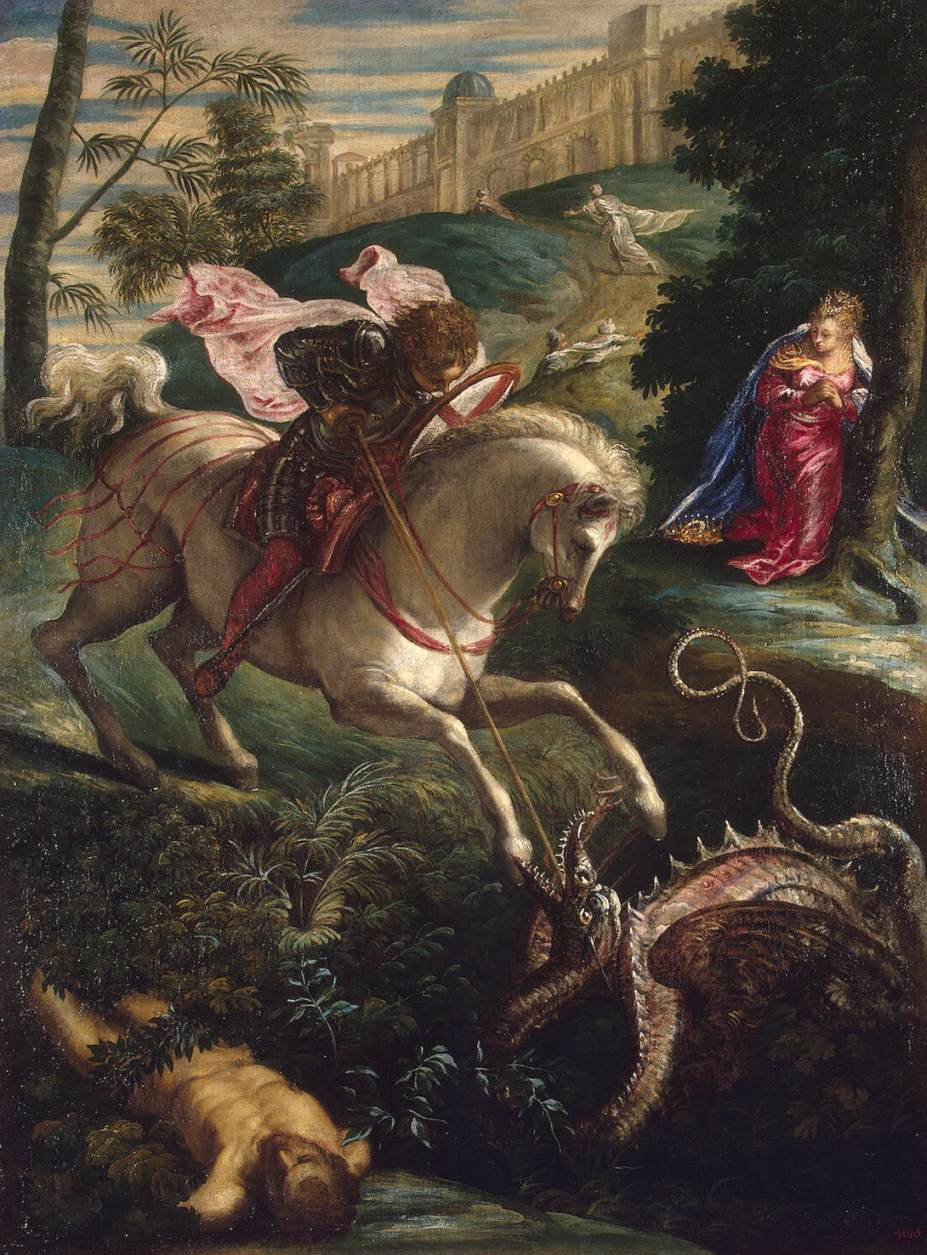
エルミタージュ版。

本作品と思われる作品の最初の言及は、画家カルロ・リドルフィが1642年に出版した芸術家たちの伝記『驚異の芸術』（Le Maraviglie dell’arte）に登場する。リドルフィによるとティントレットはサンティ・ジョヴァンニ・エ・パオロ聖堂のチャプターハウス（chapter house）のために「ドラゴンを殺す聖ゲオルギウスの祭壇画」を制作しており、チャプターハウスの祭壇画は教会の祭壇画ほど大きくないので、リドルフィが本作品を参照した可能性がある。
さらにリドルフィは1648年版の著作で評議員ピエトロ・コッレール（Senator Pietro Correr）が「恐れをなして逃げる王女と、そしてまた非常に見事に配置されたいくつかの遺体を含む、ドラゴンを殺す聖ゲオルギウスの最も素晴らしいスケッチ」を所有したと付け加えている。1660年のマルコ・ボスキーニもヴェネツィアの絵画の案内書の中で、コッレール家が所有した同じ主題の絵画について説明し、この絵画が他のティントレットの絵画よりもかなり小さいと述べている。
いずれにせよ、絵画は1764年までにはイギリスにあり、後にナショナル・ギャラリーの初期のコレクション形成において重要な貢献を果たしたウィリアム・ホルウェル・カーの絵画コレクションに加わった。そしてカーの死の翌年の1831年に、彼の35点の絵画コレクションの一部として同美術館に遺贈された。

## 他のバージョン
エルミタージュ美術館に所蔵されている作品は、ティントレットの工房作、あるいは息子のドメニコ・ティントレットによるものと考えられてきたが、1997年から2000年にかけて行われた修復によってティントレット本人の作品と見なす意見が強くなっている。

## ギャラリー
ウィリアム・ホルウェル・カーのコレクションからナショナル・ギャラリーに入った絵画は以下のような作品がある。

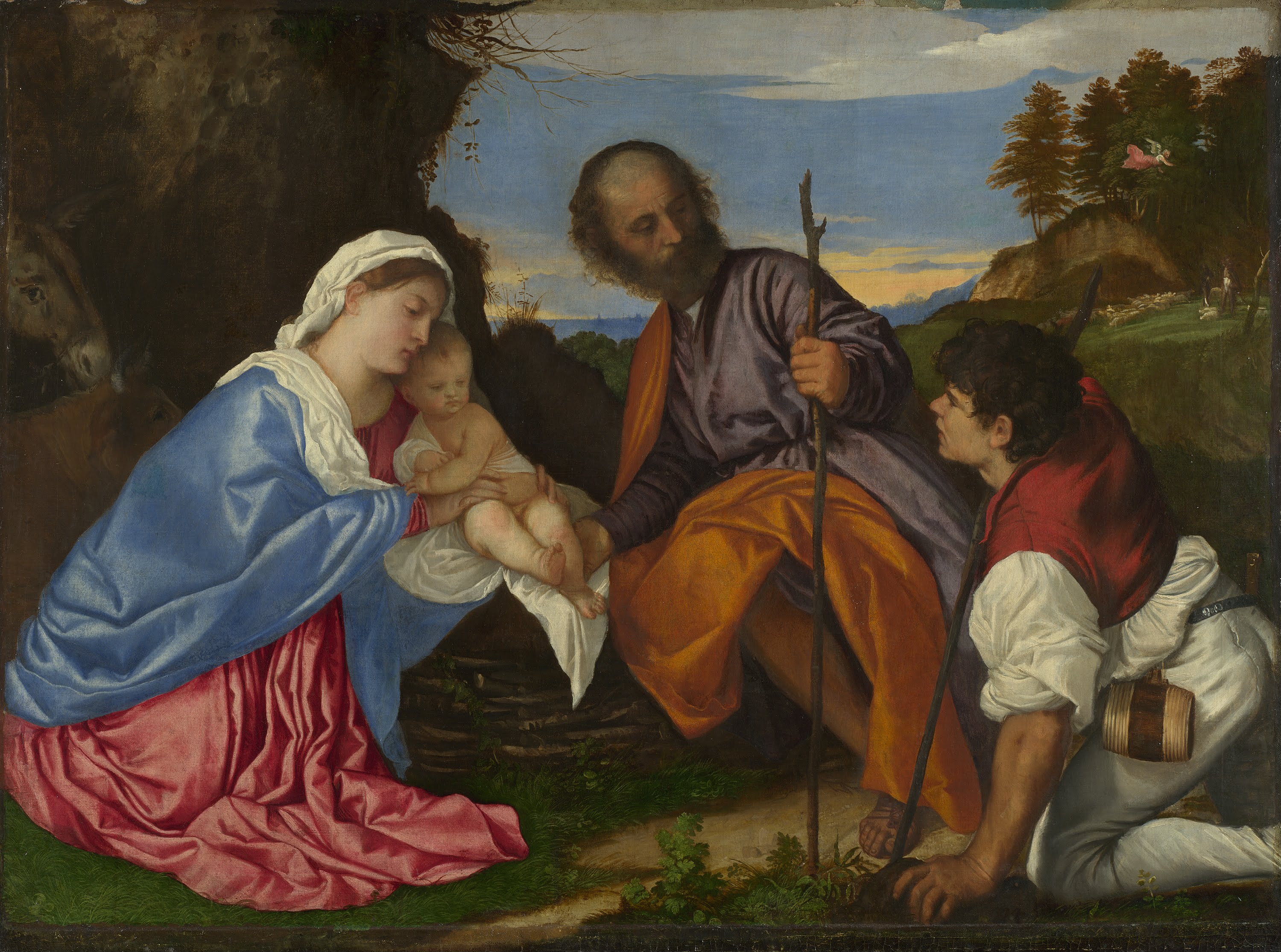
ティツィアーノ・ヴェチェッリオ『聖家族と羊飼い』1510年
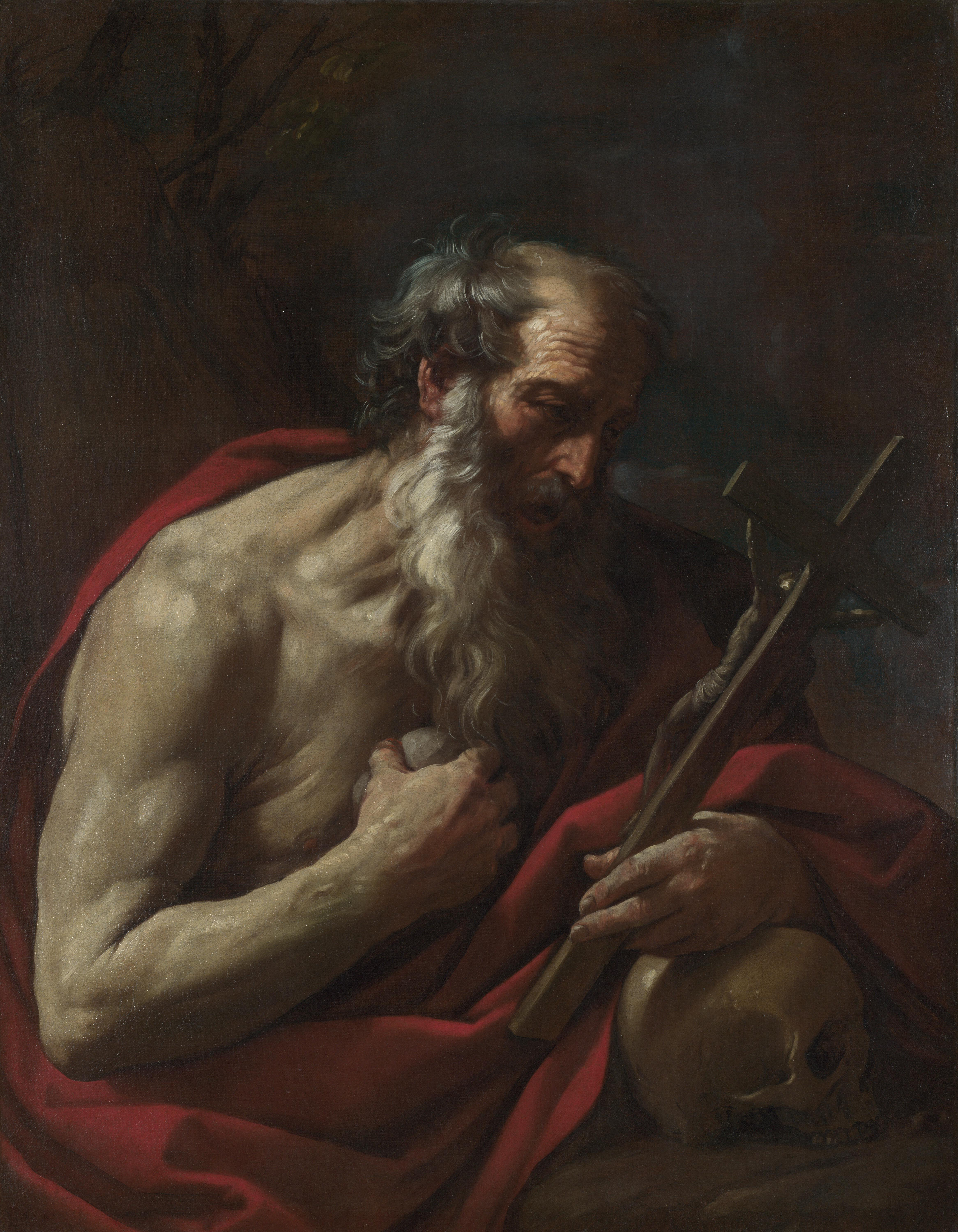
グイド・レーニ『聖ジェローム』1625年-1626年
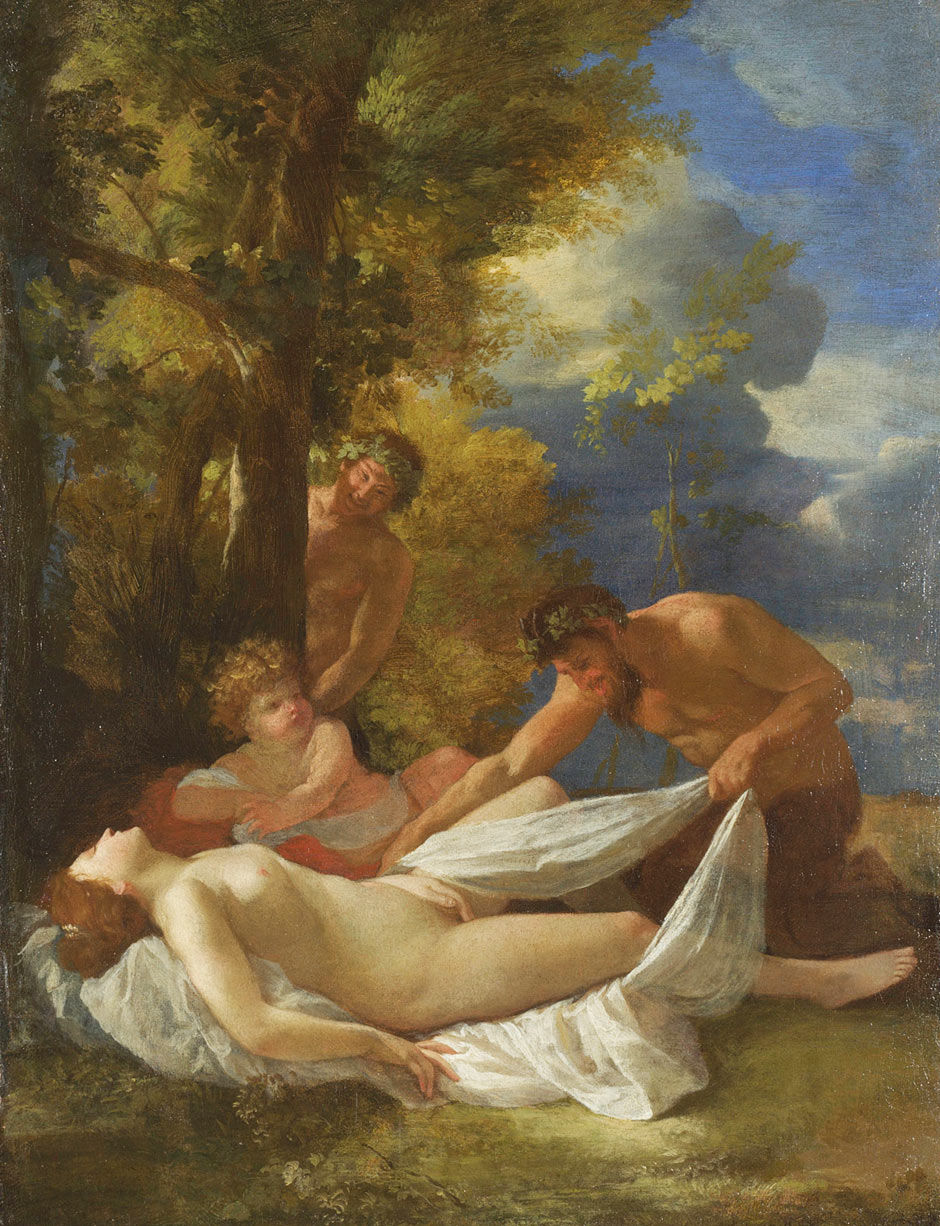
ニコラ・プッサン『ニンフとサテュロス』1627年ごろ
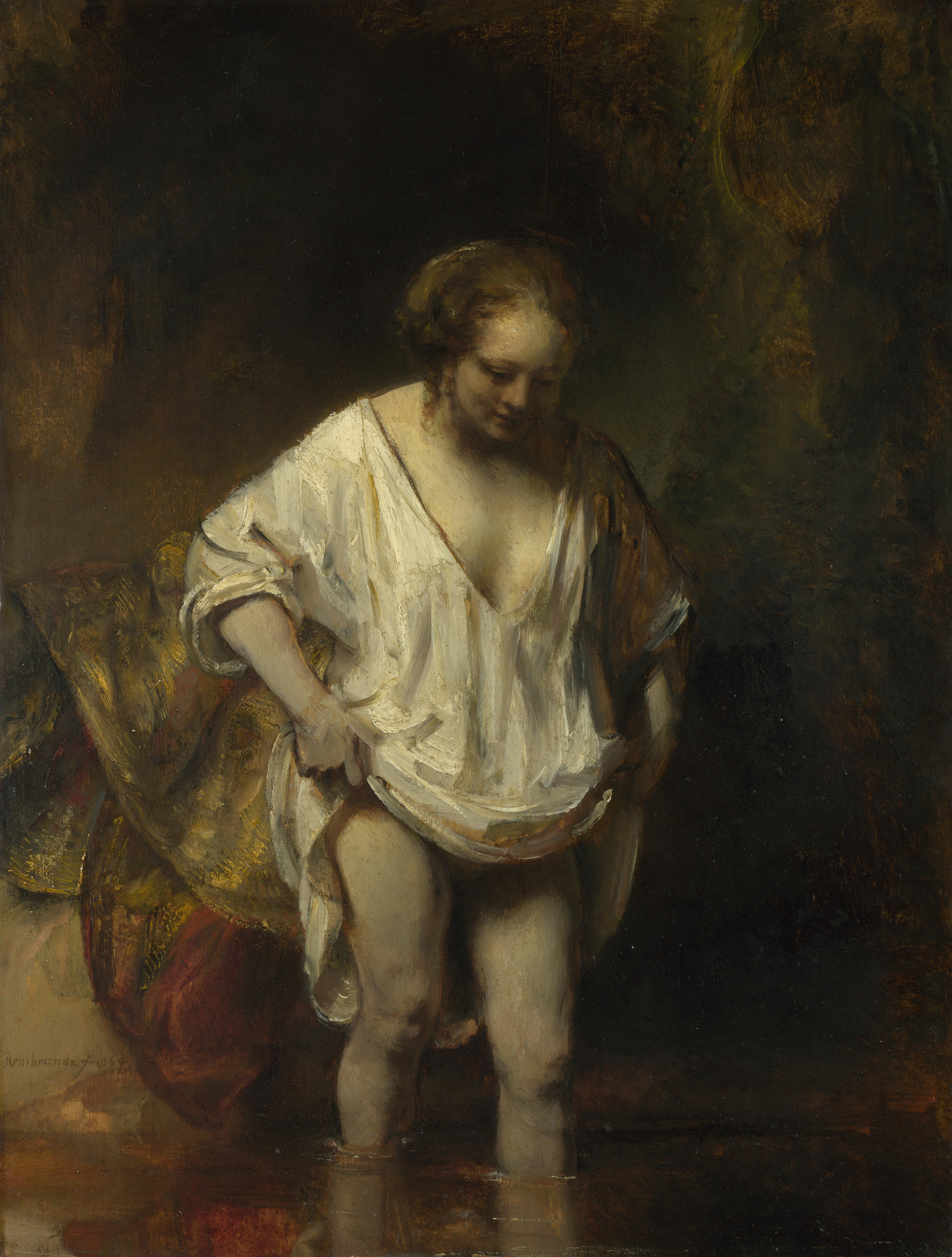
レンブラント・ファン・レイン『水浴する女』1654年